# ترانه‌شناسی شاهین نجفی
شاهین نجفی خواننده، ترانه‌سرا، آهنگساز، تنظیم کننده، نوازنده، تهیه‌کننده موسیقی و نویسنده اهل ایران است که فعالیت در موسیقی را از سال ۱۳۷۹ در سبک رپ فارسی و راک آغاز کرد. ترانه‌های شاهین نجفی بیشتر در سبک‌های موسیقی رپ و راک و دارای درون‌مایه‌های سیاسی، اجتماعی و فلسفی است. او تلاش کرده است که عناصر شاعرانه و ادبی و اصطلاح‌های فلسفی و سیاسی در ترانه‌هایش حضور داشته باشند.
شاهین نجفی همچنین در سبک‌های بسیار دیگری مانند آلترناتیو، متال، بلوز، پراگرسیو، فلامنکو، تریپ هاپ، فولک، الکترونیک، جاز، فیوژن، سایکدلیک راک، کلاسیک و… فعالیت داشته است.

## آلبوم‌ها
شاهین نجفی از سال ۱۳۸۷ تا کنون ۱۱ آلبوم استودیویی، یک آلبوم اجرای زنده و یک آلبوم موسیقی بی‌کلام را به صورت رسمی منتشر کرده است.
او همچنین پیش از آلبوم‌های رسمی خود یک آلبوم غیررسمی به نام دراکولا را در سال ۱۳۸۶ با همراهی گروه اینان بند منتشر کرده است.

### ۱۳۸۷: ما مرد نیستیم
آلبوم ما مرد نیستیم اولین آلبوم رسمی شاهین نجفی است که در ۱۱ اردیبهشت ۱۳۸۷، مصادف با روز جهانی کارگر در آلمان منتشر شد. این آلبوم شامل ۱۰ ترانه در سبک رپ است که ترانه ما مرد نیستیم آن مشهور شد. آهنگسازی و تهیه‌کنندگی این اثر توسط گروه تپش ۲۰۱۲ انجام شده و کلیه اشعار و اجراهای آن را شاهین نجفی بر عهده داشته است.
| نام ترانه         | زمان | ترانه‌سرا   | آهنگ ساز | توضیحات |
| ----------------- | ---- | ---------- | -------- | --- |
| ما مرد نیستیم     | ۲:۵۸ | شاهین نجفی | تپش ۲۰۱۲ | ترانه‌ای که به جنبش زنان ایران تقدیم کرده است.                                                                 |
| بامداد            | ۳:۵۴ | شاهین نجفی | تپش ۲۰۱۲ | ترانه‌ای که به یاد احمد شاملو سروده و اجرا شده است.                                                            |
| زندگی سگی ما      | ۳:۵۱ | شاهین نجفی | تپش ۲۰۱۲ | با انتقادی کنایه‌گونه، به زندگی امروز ایرانیان می‌پردازد.                                                       |
| فحش بده           | ۳:۲۱ | شاهین نجفی | تپش ۲۰۱۲ | ترانه دربارهٔ فشارهایی است که به او وارد شده.                                                                  |
| عمو کریس          | ۴:۱۴ | شاهین نجفی | تپش۲۰۱۲  | با اشاره به این گفته کریس دی برگ که «تهران امروز از نیویورک و لندن امن تر است»، آن را مورد انتقاد قرار می‌دهد. |
| حرفِ زن            | ۴:۰۷ | شاهین نجفی | تپش ۲۰۱۲ | ترانه‌ای دربارهٔ حقوق زنان.                                                                                     |
| آوازه خوان در خون | ۴:۳۲ | شاهین نجفی | تپش ۲۰۱۲ | به یاد فریدون فرخزاد و در انتقاد از کشته‌شدن او خوانده شده است.                                                |
| ما آخر خطیم       | ۳:۵۵ | شاهین نجفی | تپش ۲۰۱۲ | ترانه‌ای است شامل انتقاد از تفکراتی که در جامعه ریشه دوانده.                                                   |
| ما شریم           | ۴:۰۵ | شاهین نجفی | تپش ۲۰۱۲ | در انتقاد از رپرهایی است که فقط از پارتی و سکس می‌خوانند.                                                      |
| دادا کجایی        | ۳:۴۵ | شاهین نجفی | تپش ۲۰۱۲ | ترانه‌ای که برای برادر خودش که درگیر اعتیاد بوده، خوانده است.                                                  |

### ۱۳۸۸: توهم
آلبوم توهم، دومین آلبوم استودیویی و رسمی شاهین نجفی است که در ۲۸ شهریور ۱۳۸۸ منتشر شده است. این آلبوم شامل ۱۰ ترانه در سبک رپ است.
| نام ترانه       | ترانه‌سرا   | آهنگ ساز                | مدت  | توضیحات                                                 |
| --------------- | ---------- | ----------------------- | ---- | ------------------------------------------------------- |
| وقتی خدا خوابه  | شاهین نجفی | مهدی سوهانی             | ۳:۳۱ | ترانه‌ای در وصف ترانه موسوی و اعتراض به تجاوز و قتل او.  |
| حرف زن (ریمیکس) | شاهین نجفی | مهدی سوهانی             | ۵:۰۲ | بازخوانی ترانه حرف زن از آلبوم قبلی‌ای که منتشر شده بود. |
| آخرین زمان      | شاهین نجفی | مهدی سوهانی، شاهین نجفی | ۳:۵۴ |                                                         |
| حسنِ من          | شاهین نجفی | مهدی سوهانی             | ۴:۱۷ |                                                         |
| هامون           | شاهین نجفی | مهدی سوهانی             | ۳:۵۱ |                                                         |
| همه چی دروغه    | شاهین نجفی | مهدی سوهانی             | ۳:۱۷ |                                                         |
| طرف ما          | شاهین نجفی | مهدی سوهانی             | ۳:۴۳ |                                                         |
| سارینا          | شاهین نجفی | مهدی سوهانی             | ۳:۵۹ | وی این ترانه را برای خواهر زاده اش (سارینا) خوانده است. |
| من یه دردم      | شاهین نجفی | مهدی سوهانی             | ۳:۰۷ |                                                         |
| اینک آن انسان   | شاهین نجفی | مهدی سوهانی             | ۲:۲۸ |                                                         |

### ۱۳۸۹: سال خون
آلبوم سال خون سومین آلبوم استودیویی و رسمی شاهین نجفی است که در ۳۰ آبان ۱۳۸۹ منتشر شد. این آلبوم شامل ۱۱ ترانه است و همانند دو آلبوم پیشین در سبک رپ است.
| نام ترانه     | زمان | ترانه‌سرا               | آهنگ ساز                | توضیحات                                                                                     |
| ------------- | ---- | ---------------------- | ----------------------- | ------------------------------------------------------------------------------------------- |
| دارم چرت می‌گم | ۴:۱۴ | شاهین نجفی             | شاهین نجفی              |                                                                                             |
| جون فدا       | ۴:۳۶ | شاهین نجفی، نوید زردی  | شاهین نجفی              |                                                                                             |
| هک            | ۳:۱۹ | شاهین نجفی             | شاهین نجفی              | این ترانه در واکنش به هک وبگاه وی توسط گروهی به نام «سپاه سایبری جهاد مجازی» منتشر شده است. |
| پارتی سیاسی   | ۲:۵۸ | شاهین نجفی، نوید زردی  | شاهین نجفی، بابک خزایی  |                                                                                             |
| مستراح        | ۲:۲۲ | شاهین نجفی             | شاهین نجفی              |                                                                                             |
| دکتر          | ۳:۰۱ | شاهین نجفی             | شاهین نجفی              |                                                                                             |
| همجنس         | ۳:۰۸ | شاهین نجفی             | شاهین نجفی              | این ترانه در حمایت از همجنسگرایان منتشر شده است.                                            |
| سال خون       | ۳:۰۰ | شاهین نجفی             | شاهین نجفی              | ترانه‌ای است که به رخدادهای سیاسی سال ۱۳۸۸ و پیامدهای اتنخابات همان سال اشاره می‌کند.         |
| وای کشته مارو | ۳:۳۰ | شاهین نجفی             | شاهین نجفی              |                                                                                             |
| برادر بر دار  | ۳:۳۵ | شاهین نجفی             | بابک خزایی              | ترانه‌ای با مضمون اعتراض به اعدام فرزاد کمانگر                                               |
| قسم           | ۴:۴۲ | شاهین نجفی، میلاد مفرد | میلاد فرعون، امیر عظیمی |                                                                                             |

### ۱۳۹۰: هیچ هیچ هیچ
آلبوم هیچ هیچ هیچ، چهارمین آلبوم استودیویی رسمی شاهین نجفی است که در ۱۰ اسفند ۱۳۹۰ منتشر شد. این آلبوم شامل ۱۰ ترانه است که در سبک تریپ هاپ خوانده شده و ترانه‌نویسی آن از همکاری شاهین نجفی با یغما گلرویی، مهدی موسوی، فاطمه اختصاری و افشین مقدم حاصل شده است.
| نام ترانه       | زمان | ترانه‌سرا      | آهنگ ساز   | توضیحات |
| --------------- | ---- | ------------- | ---------- | --- |
| رانندگی در مستی | ۵:۱۵ | یغما گلرویی   | شاهین نجفی | |
| نگفتمت نرو      | ۴:۱۳ | شاهین نجفی    | شاهین نجفی | ترانه‌ای است که از سوی وی به یغما گلرویی تقدیم شده است. شعر این آهنگ بازنویسی شده غزل نگفتمت مرو مولوی است. |
| سگ هار          | ۴:۳۹ | یغما گلرویی   | مجید کاظمی | |
| فیسپوک          | ۳:۲۱ | شاهین نجفی    | شاهین نجفی | |
| بکنیم           | ۴:۰۹ | فاطمه اختصاری | شاهین نجفی | |
| ناگهان          | ۴:۲۷ | مهدی موسوی    | شاهین نجفی | در این ترانه به وقایع ۱۸ تیر ۱۳۷۸ اشاره شده است.                                                           |
| نینوش           | ۵:۲۴ | شاهین نجفی    | شاهین نجفی | |
| درد شخصی        | ۴:۱۱ | افشین مقدم    | شاهین نجفی | |
| ممیز صفر        | ۷:۲۴ | مهدی موسوی    | شاهین نجفی | |
| بعد از تو       | ۴:۴۲ | مهدی موسوی    | شاهین نجفی | ترانه‌ای در حمایت از همجنسگرایان                                                                            |

### ۱۳۹۲: ترامادول
آلبوم ترامادول پنجمین آلبوم استودیویی و رسمی شاهین نجفی است که در ۱۵ مهر ماه ۱۳۹۲ منتشر شده و دارای ۸ ترانه است. آلبوم ترامادول متشکل شده از سبک‌های موسیقی راک و پراگرسیو بوده که ترانه‌سرایی این کار با همکاری شاهین نجفی، یغما گلرویی و سید مهدی موسوی انجام شده است. ترانهٔ بیا از این آلبوم بازخوانی یک ترانهٔ گیلکی از فرامرز دعایی است. آهنگسازی این اثر بر عهده خود شاهین نجفی بوده، و میکس و مسترینگ و تنظیم این کار هم توسط مجید کاظمی صورت گرفته است.
| نام ترانه | زمان | ترانه‌سرا       | آهنگساز    | میکس، مسترینگ و تنظیم |
| --------- | ---- | -------------- | ---------- | --------------------- |
| اینگونه   | ۴:۴۷ | شاهین نجفی     | شاهین نجفی | مجید کاظمی            |
| عاصی      | ۵:۰۷ | شاهین نجفی     | شاهین نجفی | مجید کاظمی            |
| زار می‌زنم | ۴:۵۵ | شاهین نجفی     | شاهین نجفی | مجید کاظمی            |
| ترامادول  | ۴:۵۸ | شاهین نجفی     | شاهین نجفی | مجید کاظمی            |
| پونز      | ۵:۴۶ | یغما گلرویی    | شاهین نجفی | مجید کاظمی            |
| هر شب     | ۶:۰۲ | سید مهدی موسوی | شاهین نجفی | مجید کاظمی            |
| بد        | ۵:۴۷ | شاهین نجفی     | شاهین نجفی | مجید کاظمی            |
| بیا       | ۳:۴۶ | فرامرز دعایی   | شاهین نجفی | مجید کاظمی            |

### ۱۳۹۳: آلبوم ۱۴۱۴
۱۴۱۴ شِشمین آلبوم رسمی و استودیویی شاهین نجفی است که در ۱۴ آوریل ۲۰۱۴ (۲۵ فروردین ۱۳۹۳) ارائه شد. این آلبوم کوتاه دارای چهار ترانه است که همگی از سبک داب، رگی، الکترو و زیر مجموعه‌های آن‌ها به‌شمار می‌روند.
| # | نام ترانه | تنظیم کننده | ترانه‌سرا (یان) | سبک                  | زبان               | زمان |
| - | --------- | ----------- | -------------- | -------------------- | ------------------ | ---- |
| ۱ | آغوش      | مجید کاظمی  | شاهین نجفی     | رگی / داب            | فارسی              | ۳:۴۶ |
| ۲ | لیلی      | مجید کاظمی  |                | دابستپ / اِلِکترو /رگی | تُرکی، کُردی و گیلکی | ۵:۲۵ |
| ۳ | محرمانه   | مجید کاظمی  | سید مهدی موسوی | الکترو/داب           | فارسی              | ۴:۵۴ |
| ۴ | متنفرم    | مجید کاظمی  | شاهین نجفی     | الکترو/ داب          | فارسی              | ۵:۰۲ |

### ۱۳۹۴: ص
ص هفتمین آلبوم رسمی و استودیویی شاهین نجفی که در ۱ مه ۲۰۱۵ (۱۱ اردیبهشت ۱۳۹۴) منتشر شد. آلبوم ص دارای هشت ترانه در سبک‌های آلترنتیو راک و گرانج است. آهنگسازی ترانه‌های آلبوم از شاهین نجفی، میکس و مسترینگ از مجید کاظمی و ترانه‌سرایی ترانه‌های آن بر عهده شاهین نجفی، مریم هوله و یغما گلرویی بوده است.
| نام ترانه | ترانه‌سرا              | آهنگساز    | میکس، مسترینگ و تنظیم | سبک        | زمان |
| --------- | --------------------- | ---------- | --------------------- | ---------- | ---- |
| ممد نوبری | شاهین نجفی            | شاهین نجفی | مجید کاظمی            | فانک / سول | ۴:۲۳ |
| قاضی      | شاهین نجفی            | شاهین نجفی | مجید کاظمی            | بالاد      | ۳:۵۱ |
| ص         | مریم هوله، شاهین نجفی | شاهین نجفی | مجید کاظمی            | گرانج      | ۳:۳۲ |
| آئورلیانو | شاهین نجفی            | شاهین نجفی | مجید کاظمی            | بالاد      | ۴:۰۳ |
| آلیس      | یغما گلرویی           | شاهین نجفی | مجید کاظمی            | سافت راک   | ۴:۴۴ |
| یواشکی    | شاهین نجفی            | شاهین نجفی | مجید کاظمی            | بالاد      | ۵:۳۰ |
| خار تو    | شاهین نجفی            | شاهین نجفی | مجید کاظمی            | بلوز راک   | ۳:۵۲ |
| خالی      | شاهین نجفی            | شاهین نجفی | مجید کاظمی            | بالاد      | ۷:۲۴ |

### ۱۳۹۵: رادیکال
رادیکال هشتمین آلبوم رسمی و استودیویی شاهین نجفی است که در تاریخ ۱۷ فوریه ۲۰۱۷ (۲۹ بهمن ۱۳۹۵) منتشر شد. آلبوم رادیکال دارای دوازده ترانه است که در سبک‌های مختلفی چون رپ، سمفونیک راک، سایکدلیک راک، فلامنکو و پروگرسیو متال ساخته شده‌اند. آهنگسازی ترانه‌های آلبوم از شاهین نجفی، مسترینگ از مجید کاظمی و ترانه‌سرایی ترانه‌های آن بر عهده شاهین نجفی و مزدک نظافت بوده است.
| نام ترانه            | ترانه‌سرا                     | آهنگساز    | سبک           | تنظیم        | مسترینگ    | زمان |
| -------------------- | ---------------------------- | ---------- | ------------- | ------------ | ---------- | ---- |
| رادیکال              | شاهین نجفی                   | شاهین نجفی | هیپ هاپ/ رپ   | مجید کاظمی   | مجید کاظمی | ۳:۳۸ |
| همه جا کشید          | شاهین نجفی                   | شاهین نجفی | سمفونیک راک   | شاهین نجفی   | مجید کاظمی | ۳:۳۷ |
| زهراب                | شاهین نجفی                   | شاهین نجفی | سایکودلیک راک | فرجام سعیدی  | مجید کاظمی | ۳:۵۵ |
| حضرت نان             | شاهین نجفی                   | شاهین نجفی | سمفونیک راک   | مجید کاظمی   | مجید کاظمی | ۹:۴۹ |
| اَلِهْ                  | مزدک نظافت                   | شاهین نجفی | فلامنکو       | شاهین نجفی   | مجید کاظمی | ۳:۴۶ |
| مصدق                 | شاهین نجفی                   | شاهین نجفی | پروگرسیو راک  | بن تراوینسکی | مجید کاظمی | ۳:۱۸ |
| آرام                 | شاهین نجفی                   | شاهین نجفی | فلامنکو       | شاهین نجفی   | مجید کاظمی | ۴:۰۴ |
| فو                   | شاهین نجفی                   | مجید کاظمی | الکترونیک     | مجید کاظمی   | مجید کاظمی | ۳:۲۴ |
| رکسانا               | شاهین نجفی                   | شاهین نجفی | پروگرسیو متال | کاوه         | مجید کاظمی | ۳:۴۰ |
| شو                   | فرج علیپور (خواننده لرستانی) | شاهین نجفی | سمفونیک فولک  | شاهین نجفی   | مجید کاظمی | ۴:۵۱ |
| دهانی جریده از فریاد | مزدک نظافت                   | شاهین نجفی | سافت راک      | مجید کاظمی   | مجید کاظمی | ۳:۴۲ |
| متحد شوید            | شاهین نجفی                   | شاهین نجفی | پروگرسیو متال | کاوه         | مجید کاظمی | ۴:۳۲ |

### ۱۳۹۶: متافریجین
متافریجین نهمین آلبوم رسمی و اولین آلبوم اجرای زندهٔ شاهین نجفی است که در تاریخ ۱۵ دسامبر ۲۰۱۷ (۲۴ آذر ۱۳۹۶) منتشر شد. این آلبوم دارای هفت ترانه به سبک جاز فیوژن و اغلب اشعار آن به زبان گیلکی است. متافریجین نخست در استکهلم سوئد اجرا شد و از طریق صفحه رسمی شاهین نجفی به صورت ویدئویی در یوتیوب قرار گرفت.
| نام ترانه | ترانه‌سرا              | زبان  | آهنگساز    | سبک       | مدت   |
| --------- | --------------------- | ----- | ---------- | --------- | ----- |
| گیله لوی  | محمد ولی مظفری        | گیلکی | شاهین نجفی | جاز فیوژن | ۰۵:۳۴ |
| ماسال     | بی کلام               | -     | شاهین نجفی | جاز فیوژن | ۰۵:۰۲ |
| وفا       | شیون فومنی            | گیلکی | شاهین نجفی | جاز فیوژن | ۰۷:۳۵ |
| چه کنم    | مولانا جلال‌الدین بلخی | فارسی | شاهین نجفی | جاز فیوژن | ۰۶:۳۳ |
| بیا       | فرامرز دعایی          | گیلکی | شاهین نجفی | جاز فیوژن | ۳:۴۹  |
| دیلمان ۱  | فریدون پوررضا         | گیلکی | شاهین نجفی | جاز فیوژن | ۰۷:۰۹ |
| دیلمان ۲  | فریدون پوررضا         | گیلکی | شاهین نجفی | جاز فیوژن | ۰۶:۵۲ |

### ۱۳۹۷: جنس سوم
جنس سوم دهمین آلبوم رسمی شاهین نجفی است. این آلبوم موسیقی اثر شاهین نجفی، با همکاری پویا محمودی، حبیب مفتاح و آدریان واخوویاک و با سرمایه‌گذاری «ایران‌وایر» در ۲۷ دی ۱۳۹۷ در ۱۰ قطعه منتشر شد. نام آلبوم جنس سوم اشاره به جنسیت کوییر دارد. ترانه‌های این آلبوم در سبک جاز فولک و جاز تلفیقی هستند. سرمایه‌گذار اثر معتقد است «غریب آشنا» شاید مناسب‌ترین واژه برای توصیف آلبوم جنس سوم شاهین نجفی است.
| نام آهنگ   | ترانه‌سرا     | زبان       | زمان |
| ---------- | ------------ | ---------- | ---- |
| نوشوری     | شاهین نجفی   | گیلکی      | ۳:۴۸ |
| شاه دوماد  | فولک         | فارسی محلی | ۴:۱۱ |
| دردانه     | شاهین نجفی   | فارسی      | ۳:۴۷ |
| لطفعلی خان | شاهین نجفی   | فارسی      | ۳:۲۹ |
| ای عشق     | اسماعیل خویی | فارسی      | ۳:۲۵ |
| طبیب       | شاهین نجفی   | گیلکی      | ۴:۲۰ |
| ژ - ش      | شاهین نجفی   | گیلکی      | ۳:۵۶ |
| فتحعلی شاه | شاهین نجفی   | فارسی      | ۴:۵۴ |
| کُر         | شاهین نجفی   | فارسی      | ۵:۱۱ |
| شاه کلام   | شاهین نجفی   | فارسی      | ۳:۳۸ |

### ۱۳۹۸: مقدس و خشونت
مقدس و خشونت (The Sacred and the Violence) یازدهمین آلبوم رسمی و اولین آلبوم بی کلام شاهین نجفی است. پروژه این آلبوم از دوازدهم تا نوزدهم ماه می ۲۰۱۹ در کلیسای سنت میشاییل شهر کلن در آلمان برگزار شد. موسیقی این پروژه ساخته شاهین نجفی مجموعه قطعاتی کلاسیک می‌باشد که به رهبری سیمون رومل و با همراهی ارکستر در روز افتتاحیه به صورت زنده به اجرا درآمد.
| نام آهنگ    | آهنگساز    | تنظیم کننده      | رهبر ارکستر  | زمان |
| ----------- | ---------- | ---------------- | ------------ | ---- |
| Childhood   | شاهین نجفی | Adrian Wachowiak | Simon Rummel | ۵:۰۲ |
| Downfall    | شاهین نجفی | Adrian Wachowiak | Simon Rummel | ۳:۱۶ |
| Nothingness | شاهین نجفی | Adrian Wachowiak | Simon Rummel | ۱:۵۴ |
| Doubt       | شاهین نجفی | Adrian Wachowiak | Simon Rummel | ۲:۵۳ |
| Mother      | شاهین نجفی | Adrian Wachowiak | Simon Rummel | ۵:۰۴ |
| Suspense    | شاهین نجفی | Adrian Wachowiak | Simon Rummel | ۳:۱۰ |
| Nostalgia   | شاهین نجفی | Adrian Wachowiak | Simon Rummel | ۴:۱۰ |
| Melancholia | شاهین نجفی | Adrian Wachowiak | Simon Rummel | ۱:۵۴ |
| Lost        | شاهین نجفی | Adrian Wachowiak | Simon Rummel | ۴:۲۴ |
| Finale      | شاهین نجفی | Adrian Wachowiak | Simon Rummel | ۱:۳۶ |

### ‎۱۳۹۸–۹۹: چل
چل دوازدهمین آلبوم از شاهین نجفی و شامل ۴ قطعه است که هر کدام به صورت جدا منتشر شد. نام چل به علت در آستانه چهل سالگی بودن شاهین نجفی برای آلبوم برگزیده شده است. تنظیم قطعه‌های این آلبوم توسط بابک رضوانی و فرجام سعیدی انجام شده است.
| نام آهنگ | زمان | ترانه‌سرا   | آهنگساز    | میکس مسترینگ | سبک        |
| -------- | ---- | ---------- | ---------- | ------------ | ---------- |
| بشمار    | ۲:۵۷ | شاهین نجفی | شاهین نجفی | بابک رضوانی  | رپ/هیپ هاپ |
| سدوم     | ۵:۵۰ | شاهین نجفی | شاهین نجفی | بابک رضوانی  | رپ         |
| چل       | ۳:۲۸ | شاهین نجفی | شاهین نجفی | بابک رضوانی  | رپ         |
| طاعون    | ۴:۱۳ | شاهین نجفی | شاهین نجفی | فرجام سعیدی  | رپ         |

### ۱۴۰۱: سیگما
سیگما سیزدهمین آلبوم رسمی شاهین نجفی است که در ۸ قطعه در تاریخ ۲۶ تیر ۱۴۰۱ منتشر شد.
| نام آهنگ       | ترانه‌سرا                | آهنگساز    | تنظیم       | زمان | توضیحات                                                                      |
| -------------- | ----------------------- | ---------- | ----------- | ---- | ---------------------------------------------------------------------------- |
| برای خنده نابت | مزدک نظافت              | شاهین نجفی | بابک رضوانی | ۵:۱۹ |                                                                              |
| آذر            | شاهین نجفی              | شاهین نجفی | بابک رضوانی | ۳:۵۵ | به همراه گلرخ امینیان                                                        |
| شاعر چشمهات    | مزدک نظافت              | شاهین نجفی | بابک امینی  | ۵:۴۰ |                                                                              |
| ۲۰۹            | شاهین نجفی و مزدک نظافت | شاهین نجفی | شاهین نجفی  | ۳:۵۱ | نام این ترانه به بازداشتگاه ۲۰۹ اشاره دارد                                   |
| بهمن           | مزدک نظافت              | شاهین نجفی | شاهین نجفی  | ۶:۴۹ |                                                                              |
| افخونستان      | محمدرضا حاج رستم‌بگلو    | شاهین نجفی | فرجام سعیدی | ۵:۰۵ | با همراهی الهه سرور و در حمایت از مردم افغانستان                             |
| ناجی           | الی سلطانی              | شاهین نجفی | مهرداد فرید | ۵:۲۲ | این ترانه به کسانی که مورد تعرض و خشونت جنسی و کلامی قرار گرفته‌اند تقدیم شده |
| مورفین         | شاهین نجفی              | شاهین نجفی | بابک رضوانی | ۴:۳۲ |                                                                              |

## تک‌آهنگ‌ها
| نام                            | هنرمندان همکار       | ترانه‌سرا                           | آهنگساز                 | تنظیم                  | سال انتشار | زبان(ها)           | زمان | توضیحات |
| ------------------------------ | -------------------- | ---------------------------------- | ----------------------- | ---------------------- | ---------- | ------------------ | ---- | --- |
| گرداب (منخرم)                  | تپش ۲۰۱۲             |                                    |                         |                        | ۱۳۸۵ ۲۰۰۶  | فارسی              | ۴:۳۳ | |
| وطن                            |                      |                                    |                         |                        | ۱۳۸۵ ۲۰۰۶  | فارسی              | ۵:۲۸ | |
| فصل دریا                       | هاتف پیشداد          |                                    |                         |                        | ۱۳۸۶ ۲۰۰۷  | گیلکی              | ۴:۲۵ | |
| مطربان میهن فروش (لس آنجلسی‌ها) | تپش ۲۰۱۲             |                                    |                         |                        | ۱۳۸۶ ۲۰۰۸  | فارسی              | ۴:۵۷ | دیس به خوانندگان لس آنجلسی و دارای کنایه‌های مستقیم به برجسته‌ترین آنها                                                                                                |
| چیز                            | تپش ۲۰۱۲             |                                    |                         |                        | ۱۳۸۷ ۲۰۰۸  | فارسی              | ۳:۲۱ | |
| طرف ما (ورژن اول)              | تپش ۲۰۱۲             |                                    |                         |                        | ۱۳۸۷ ۲۰۰۹  | فارسی              | ۳:۴۸ | |
| ندا                            |                      |                                    |                         |                        | ۱۳۸۸ ۲۰۰۹  | فارسی              | ۲:۵۱ | به یاد ندا آقاسلطان خوانده شده است. |
| هم قفس                         | رپنات                |                                    |                         |                        | ۱۳۸۸ ۲۰۰۹  | فارسی              | ۳:۲۳ | |
| انقلاب تفکر                    | غوغا (ستاره ملک‌زاده) |                                    |                         |                        | ۱۳۸۸ ۲۰۱۰  | فارسی              | ۴:۲۸ | |
| انکار                          | آنتی کاریزما         | شاهین نجفی                         |                         | بابک خزایی             | ۱۳۸۹ ۲۰۱۰  | فارسی              | ۳:۵۶ | الهام گرفته از گروه راک آمریکایی نیروانا |
| برادر بردار (ورژن اول)         | شاهو                 | شاهین نجفی                         | بابک خزایی              | بابک خزایی             | ۱۳۸۹ ۲۰۱۰  | فارسی کردی         | ۴:۱۳ | |
| وای کشته مارو (ورژن اول)       |                      | شاهین نجفی                         | شاهین نجفی              | مجید کاظمی             | ۱۳۸۹ ۲۰۱۰  | فارسی              | ۳:۳۵ | |
| شاعر تمام شده                  |                      | سید مهدی موسوی                     | شاهین نجفی              | شاهین نجفی             | ۱۳۸۹ ۲۰۱۰  | فارسی              | ۴:۴۱ | |
| مهدی                           |                      | شاهین نجفی                         | شاهین نجفی              | مجید کاظمی             | ۱۳۸۹ ۲۰۱۱  | فارسی گیلکی        | ۴:۳۳ | ترانه‌ای خطاب به امام دوازدهم شیعیان (مهدی) است. |
| صانع                           | نوید زردی            |                                    |                         |                        | ۱۳۸۹ ۲۰۱۱  | فارسی کردی         | ۲:۵۴ | به یاد صانع ژاله خوانده شده است. |
| پیش قاضی و ملق بازی            | نوید زردی            | شاهین نجفی                         |                         |                        | ۱۳۸۹ ۲۰۱۱  | فارسی              | ۳:۳۳ | در واکنش به آهنگی با همین نام که توسط رپری دیگر در انتقاد از شاهین نجفی خوانده شده بود. همچنین دارای کنایه‌های غیر مستقیم و انتقاد به برخی دیگر از خوانندگان رپ فارسی |
| پلنگ زخمی                      | امیر عظیمی           | شاهین نجفی                         | شاهین نجفی              | مجید کاظمی             | ۱۳۹۰ ۲۰۱۱  | فارسی              | ۳:۴۱ | |
| هذیون                          | مجید کاظمی           | شاهین نجفی                         | شاهین نجفی              | مجید کاظمی             | ۱۳۹۰ ۲۰۱۱  | فارسی              | ۳:۰۲ | |
| وقتی که                        |                      | شاهین نجفی                         | مجید کاظمی              | مجید کاظمی             | ۱۳۹۰ ۲۰۱۱  | فارسی              | ۶:۴۴ | |
| تو ازم بدت میاد                |                      | شاهین نجفی                         | شاهین نجفی              | مجید کاظمی             | ۱۳۹۰ ۲۰۱۱  | فارسی              | ۳:۲۸ | در انتقاد به برخی از رپرها و کسانی که او را (بیرون از گود) خطاب می‌کردند.                                                                                             |
| شر اعظم                        | امین وحید            |                                    |                         |                        | ۱۳۹۰ ۲۰۱۱  | فارسی              | ۳:۰۸ | پنجمین ترانه از آلبوم «خارجی، شب، خیابان» امین وحید |
| بگا مگا                        |                      | شاهین نجفی                         | شاهین نجفی              | مجید کاظمی             | ۱۳۹۰ ۲۰۱۱  | گیلکی              | ۲:۵۶ | |
| نقی                            |                      | شاهین نجفی                         | شاهین نجفی              | مجید کاظمی             | ۱۳۹۱ ۲۰۱۲  | فارسی              | ۲:۵۸ | آهنگی جنجال‌برانگیز خطاب به امام دهم شیعیان (علی نقی) که بازتاب‌ها و واکنشهای بسیاری را در پی داشت.                                                                    |
| ایستاده مردن                   |                      | شاهین نجفی                         | شاهین نجفی              | مجید کاظمی             | ۱۳۹۱ ۲۰۱۲  | فارسی              | ۲:۵۲ | در این ترانه شاهین نجفی به حواشی پس از ترانه نقی و وضعیت خویش پس از فتوای ارتداد می‌پردازد.                                                                           |
| تو حلقم                        |                      | شاهین نجفی                         | شاهین نجفی              | مجید کاظمی             | ۱۳۹۱ ۲۰۱۲  | فارسی              | ۲:۵۹ | |
| پریود                          | محسن نامجو           | شاهین نجفی                         | شاهین نجفی              | مجید کاظمی             | ۱۳۹۱ ۲۰۱۳  | فارسی              | ۳:۵۲ | در این ترانه به نقد رفتار زن ستیزانه ایرانیان پرداخته می‌شود. |
| مرگ نازلی                      |                      | احمد شاملو                         | شاهین نجفی              | مجید کاظمی             | ۱۳۹۲ ۲۰۱۳  | فارسی              | ۴:۳۰ | |
| با ما                          | مجید کاظمی           | شاهین نجفی                         | شاهین نجفی              | مجید کاظمی             | ۱۳۹۲ ۲۰۱۳  | فارسی              | ۲:۴۴ | |
| مامان                          |                      | شاهین نجفی                         | شاهین نجفی              | کامران تندر            | ۱۳۹۲ ۲۰۱۳  | گیلکی              | ۴:۴۳ | ترانه‌ای از وی که به مادرش تقدیم کرده است. |
| اعدام                          | مجید کاظمی           | شاهین نجفی                         | مجید کاظمی              | مجید کاظمی             | ۱۳۹۲ ۲۰۱۳  | فارسی              | ۴:۰۲ | ترانه‌ای با مضمون انتقاد از اعدام |
| شعبان                          |                      | شاهین نجفی                         | شاهین نجفی              | مجید کاظمی             | ۱۳۹۲ ۲۰۱۳  | فارسی گیلکی        | ۴:۰۷ | ترانه ای که به استاد آوازش خودش، فریدون پوررضا تقدیم کرده است. |
| عمو نوروز                      |                      | یغما گلرویی                        | شاهین نجفی              | مجید کاظمی             | ۱۳۹۲ ۲۰۱۴  | فارسی              | ۵:۲۱ | |
| بی بی بی‌بی‌سی                   |                      | شاهین نجفی                         | شاهین نجفی              | مجید کاظمی             | ۱۳۹۳ ۲۰۱۴  | فارسی              | ۲:۵۴ | این ترانه در نقد رسانه بی‌بی‌سی فارسی است. |
| سلام                           |                      | شاهین نجفی                         | مجید کاظمی              | مجید کاظمی             | ۱۳۹۳ ۲۰۱۴  | فارسی              | ۳:۴۵ | |
| پرولتاریا                      |                      | شاهین نجفی و شعری از احمد شاملو    | شاهین نجفی              | مجید کاظمی             | ۱۳۹۴ ۲۰۱۵  | فارسی              | ۳:۳۹ | ترانه ای در حمایت از اقشار پرولتاریا |
| تقدیر                          |                      | شاهین نجفی                         | شاهین نجفی              | شاهین نجفی             | ۱۳۹۴ ۲۰۱۶  | فارسی              | ۳:۰۵ | |
| آی لیلی                        |                      | احمد آشورپور                       | شاهین نجفی              | فرجام سعیدی            | ۱۳۹۵ ۲۰۱۶  | گیلکی              | ۳:۰۴ | به یاد احمد آشورپور و برای همسر خودش لیلی بازرگان خوانده شده است. |
| شاهینم                         |                      | شاهین نجفی                         | شاهین نجفی              | مجید کاظمی             | ۱۳۹۵ ۲۰۱۶  | فارسی              | ۳:۳۷ | چند روز قبل از انتشار آلبوم رادیکال به عنوان ترانه ای از این آلبوم منتشر شد اما هنگام انتشار کامل آلبوم رادیکال در آن حضور نداشت.                                    |
| آبی                            |                      | شاهین نجفی و حافظ و آیه ای از قرآن | شاهین نجفی              | شاهین نجفی             | ۱۳۹۶ ۲۰۱۷  | فارسی عربی آلمانی  | ۵:۰۶ | با غزلی از حافظ و آیه ۱۳ از سوره حجرات و دو جمله به زبان آلمانی خوانده شده است.                                                                                      |
| شیاد                           | آرش تارانتیست        | فرهنگ قاسمی                        | فریدون فروغی            | فرجام سعیدی            | ۱۳۹۶ ۲۰۱۸  | فارسی              | ۳:۵۷ | با همکاری چند هنرمند دیگر از جمله آرش سبحانی و هاتف پیشداد، ترانه شیاد فریدون فروغی، در جهت حمایت از اعتراضات سراسری ۱۳۹۶ ایران بازخوانی شده است.                    |
| به نام تو                      |                      | شاهین نجفی                         | شاهین نجفی              | فرجام سعیدی شاهین نجفی | ۱۳۹۶ ۲۰۱۸  | فارسی عربی         | ۴:۰۱ | به اعتراضات سال ۱۳۹۶ اشاره شده است. |
| برخیز                          |                      | شاهین نجفی                         | شاهین نجفی              | Brendon Heinst         | ۱۳۹۷ ۲۰۱۸  | فارسی              | ۵:۰۶ | در حمایت از کارگران ایرانی و شعر ازکتاب ازازیل به نویسندگی خود او |
| با موهایم                      |                      | شاهین نجفی                         | شاهین نجفی              | Brendon Heinst         | ۱۳۹۷ ۲۰۱۸  | فارسی              | ۵:۲۰ | تقدیم شده به جنبش زنان ایران و شعر از کتاب ازازیل به نویسندگی خود او                                                                                                 |
| مسیخ                           |                      | شاهین نجفی                         | شاهین نجفی              | شاهین نجفی             | ۱۳۹۸ ۲۰۱۹  | فارسی              | ۳:۳۶ | این ترانه مضمون انتقادی نسبت به برخی اپوزیسیون‌های جمهوری اسلامی از جمله مسیح علینژاد دارد                                                                            |
| بواسیر                         |                      | شاهین نجفی                         | شاهین نجفی              | بابک رضوانی            | ۱۳۹۸ ۲۰۱۹  | فارسی              | ۷:۵۴ | |
| امان                           | حامد نیک‌پی           | مزدک نظافت                         | شاهین نجفی              | بابک رضوانی            | ۱۳۹۸ ۲۰۱۹  | فارسی              | ۴:۲۵ | |
| تبر                            |                      | شاهین نجفی                         | شاهین نجفی              | فرجام سعیدی            | ۱۳۹۸ ۲۰۱۹  | فارسی گیلکی        | ۲:۴۸ | |
| بلم                            | حبیب مفتاح           | شاهین نجفی                         | حبیب مفتاح              | بابک رضوانی            | ۱۳۹۸ ۲۰۱۹  | فارسی              | ۳:۲۱ | |
| شیون                           |                      | شاهین نجفی                         | شاهین نجفی              | بابک رضوانی            | ۱۳۹۸ ۲۰۱۹  | فارسی گیلکی آلمانی | ۶:۰۰ | |
| سیل                            |                      | شاهین نجفی                         | شاهین نجفی              | فرجام سعیدی            | ۱۳۹۸ ۲۰۲۰  | فارسی              | ۳:۳۱ | ترانه‌ای در حمایت از معترضان در اعتراضات آبان ۱۳۹۸ ایران |
| آخرین بوسه                     | بابک امینی           | مزدک نظافت                         | شاهین نجفی              | بابک امینی             | ۱۳۹۹ ۲۰۲۰  | فارسی              | ۵:۱۰ | |
| تمام                           |                      | شاهین نجفی                         | شاهین نجفی              | لیلی بازرگان           | ۱۳۹۹ ۲۰۲۰  | فارسی              | ۳:۰۵ | |
| پرواز                          | بابک امینی           | شاهین نجفی                         | بابک امینی و شاهین نجفی | بابک امینی             | ۱۳۹۹ ۲۰۲۱  | فارسی              | ۳:۳۹ | این قطعه به یاد سالگرد سقوط هواپیمای اوکراینی خوانده شده |
| دیکتاتوری عمامه                |                      | شاهین نجفی                         | شاهین نجفی              | بابک رضوانی            | ۱۳۹۹ ۲۰۲۱  | فارسی              | ۳:۲۹ | |
| سوختم                          | تبرئه و سینا سعادت   | شاهین نجفی                         | صدرا                    | تبرئه                  | ۱۳۹۹ ۲۰۲۱  | فارسی              | ۴:۲۳ | این ترانه توسط کمپانی دیالوگ و در حمایت از اعتراضات سیستان و بلوچستان منتشر شد                                                                                       |
| ایران                          | گلرخ امینیان         | شاهین نجفی                         | شاهین نجفی              | بابک رضوانی            | ۱۴۰۰ ۲۰۲۱  | فارسی              | ۳:۴۲ | نجفی در ترانه‌اش ایران را مخاطب قرار داده است. در این ترانه به قرارداد ۲۵ ساله ایران و چین هم اشاره شده                                                               |
| پدر                            |                      | شاهین نجفی                         | شاهین نجفی              | شاهین نجفی             | ۱۴۰۰ ۲۰۲۱  | فارسی              | ۳:۵۴ | |
| مریم                           |                      | شاهین نجفی                         | شاهین نجفی              | بابک رضوانی            | ۱۴۰۰ ۲۰۲۱  | فارسی              | ۵:۳۰ | |
| هشتادیا                        |                      | شاهین نجفی                         | بابک رضوانی             | بابک رضوانی            | ۱۴۰۱ ۲۰۲۲  | فارسی              | ۳:۲۲ | در حمایت از دهه هشتادی‌ها در خیزش ۱۴۰۱ ایران |
| صبح انتقام                     |                      | بنیامین دیلم کتولی                 | شاهین نجفی              | معین شیرپور            | ۱۴۰۱ ۲۰۲۲  | فارسی              | ۳:۳۳ | در حمایت از خیزش ۱۴۰۱ ایران و الهام گرفته از گروه لایباخ |
| شاح                            |                      | شاهین نجفی                         | شاهین نجفی              | شاهین نجفی             | ۱۴۰۱ ۲۰۲۳  | فارسی              | ۳:۵۲ | این ترانه در زادروز رضاشاه منتشر و به وی تقدیم شده است |
| انهدام                         |                      | مزدک نظافت                         | شاهین نجفی              | بابک رضوانی            | ۱۴۰۲ ۲۰۲۳  | فارسی              | ۳:۱۷ | در حمایت از خیزش ۱۴۰۱ ایران |
| کفن                            |                      |                                    |                         |                        | ۱۴۰۲ ۲۰۲۳  | فارسی              | ۳:۳۰ | |

### ترانه سلام
«سلام» ترانه ای از شاهین نجفی و با مضمون سیاسی، اجتماعی است که در تاریخ ۱۹ نوامبر ۲۰۱۴ منتشر شد. آهنگسازی و تنظیم این اثر کاری از مجید کاظمی و ترانه‌سرایی آن از خود شاهین نجفی است. ابتدای این ترانه با اذان صدای رحیم مؤذن زاده اردبیلی آغاز می‌شود و در ادامه با بیانی اعتراضی و انتقادی به مسائلی از جمله: عزاداری محرم، اسیدپاشی‌های ایران، مشکل اعتیاد در ایران، ماجرای تیراندازی محمود کریمی، فرار مغزها از ایران، کمک‌های دولت ایران به لبنان، گورستان خاوران و اعدام‌های دهه ۶۰، پناهندگان افغان در ایران، کودکان کار، کارگران، خشک شدن دریاچه ارومیه و… می‌پردازد. شاهین نجفی در این ترانه همچنین از قبر مادرش یاد می‌کند و این ترانه را به مادرش تقدیم کرده است. محسن رضایی در یکی از مناظره‌های انتخابات ریاست جمهوری ۱۴۰۰ ایران، بخش «بگو از گشنگی داریم امید می‌خوریم» از متن این ترانه را بدون نام بردن از نجفی و با نسبت دادن به یک دانشجوی شیمی بازگو کرد و گفت:
به قول یکی از دانشجوهای شیمی دانشگاه تهران که در حال دست‌فروشی بود؛ می‌گفت که ما از گرسنگی امید می‌خوریم.

### تک آهنگ‌های غیررسمی
شاهین نجفی همچنین چندین آهنگ را به صورت غیررسمی از طریق اجرای زنده، یوتیوب و… منتشر کرده است.
خاموش، باداباد، کلالی جان، کوبانی، تو حق نداری، قریه، پرنده بی پرنده، همزبونم باش، هرگز نمی‌شد باورم، سنگ خارا، میرزا، نوشابه، برای تو که در بندی و… از جمله ترانه‌های اجرای زنده و غیررسمی شاهین نجفی هستند.

### ترانه‌های اجرای مشترک
سرود «NO2IR» به همراه تبرئه و لیلی بازرگان در حمایت از کارزار سیاسی نه به جمهوری اسلامی.
ترانه میرین بلوچ به همراه رستم میرلاشاری از آلبوم روژناک به زبان بلوچی.
ترانه بیا به میدان به همراه ابی، ناصر رزازی و پدرام شهلایی به زبان کردی و در حمایت از خیزش ۱۴۰۱ ایران.

## موزیک ویدئوها
| موزیک ویدئو          | سال انتشار | کارگردان       | توضیحات                                                          |
| -------------------- | ---------- | -------------- | ---------------------------------------------------------------- |
| من یه دردم           | ۲۰۰۹       | شهرام عظیمی    |                                                                  |
| هامون                | ۲۰۰۹       | مصطفی هروی     |                                                                  |
| انکار                | ۲۰۱۰       | شهریار آحادی   | به همراه آنتی کاریزما و الهام گرفته از گروه راک آمریکایی نیروانا |
| شاعر تمام شده        | ۲۰۱۰       | شاهین نجفی     |                                                                  |
| پلنگ زخمی            | ۲۰۱۱       | شهریار آحادی   |                                                                  |
| هذیون                | ۲۰۱۱       | شهریار آحادی   | به همراه مجید کاظمی                                              |
| مهدی                 | ۲۰۱۱       | شاهین نجفی     |                                                                  |
| بکنیم                | ۲۰۱۲       | مصطفی هروی     |                                                                  |
| بعد از تو            | ۲۰۱۲       | شروین فکری     |                                                                  |
| مرگ نازلی            | ۲۰۱۳       | شهریار آحادی   |                                                                  |
| اینگونه              | ۲۰۱۳       | شهریار آحادی   |                                                                  |
| اعدام                | ۲۰۱۳       | آلا محسنی      | به همراه مجید کاظمی                                              |
| بی بی بی‌بی‌سی         | ۲۰۱۴       | شاهین نجفی     | ساخته شده با کلیپ‌های ارسالی طرفداران شاهین نجفی                  |
| سلام                 | ۲۰۱۴       | شاهین نجفی     |                                                                  |
| ممد نوبری            | ۲۰۱۵       | شهریار آحادی   |                                                                  |
| آئورلیانو            | ۲۰۱۵       | شهرام عظیمی    |                                                                  |
| پرولتاریا            | ۲۰۱۵       | لیلی بازرگان   |                                                                  |
| فو                   | ۲۰۱۷       | شاهین نجفی     |                                                                  |
| زهراب                | ۲۰۱۷       | سروش مهرانی    | اولین موزیک ویدئو ۳۶۰ درجهٔ فارسی                                 |
| دهانی جریده از فریاد | ۲۰۱۷       | Merel Studio   |                                                                  |
| حضرت نان             | ۲۰۱۷       | امین پورباقری  |                                                                  |
| شیاد                 | ۲۰۱۸       | سروش مهرانی    | با همراهی چندین هنرمند دیگر                                      |
| ژ - ش                | ۲۰۱۹       | مصطفی هروی     |                                                                  |
| کُر                   | ۲۰۱۹       | علیرضا بدیعی   | ویدئو آرت                                                        |
| چِل                   | ۲۰۲۰       | علیرضا بدیعی   |                                                                  |
| تمام                 | ۲۰۲۰       | رضا شعله       |                                                                  |
| دیکتاتوری عمامه      | ۲۰۲۱       | لیلی بازرگان   | تهیه شده از ویدئوهای انقلاب ۱۳۵۷                                 |
| پدر                  | ۲۰۲۱       | علیرضا بدیعی   | تهیه شده در United Voice                                         |
| آذر                  | ۲۰۲۲       | هامون دولتشاهی | تهیه شده در Stuadio Davar                                        |
| هشتادیا              | ۲۰۲۲       | میلاد عطایی    | تهیه شده از کلیپ‌های خیزش ۱۴۰۱ ایران                              |
| صبح انتقام           | ۲۰۲۲       | سام داور       | تهیه شده در Studio Davar                                         |
| شاح                  | ۲۰۲۳       | شاهین مصطفی    |                                                                  |
| انهدام               | ۲۰۲۳       | شاهین مصطفی    |                                                                  |